# 수동형 유기 발광 다이오드
수동형 유기 발광 다이오드(Passive-Matrix Organic Light-Emitting Diode, PM OLED)는 OLED의 한 종류로, Matrix 형태의 전극 사이에 다이오드 특성을 가진 OLED가 배치된 형태이며, 각 Line은 전기적 신호에 의해 할당된 시간에 OLED가 작동되어 발광하는 방식이다. 할당된 시간에만 발광을 하므로 순간적으로 높은 휘도가 필요하여 소비전력이 높은 문제점이 있으며, 특히 고해상도나 대면적화에 불리하나 TFT가 없어 투자비가 저렴하다는 장점이 있다. 폴더형 휴대폰의 서브 디스플레이로 높은 인기를 끌고 있는 부분도 있기는 하다.

## 같이 보기
- LED
- OLED
- AM OLED